# South West Africa Company
Die South West Africa Company Limited (deutsch etwa Südwestafrikanische Gesellschaft) war eine nach britischem Recht am 18. August 1892 gegründete Gesellschaft mit Sitz in London und einer Vertretung in Berlin.

## Geschichte

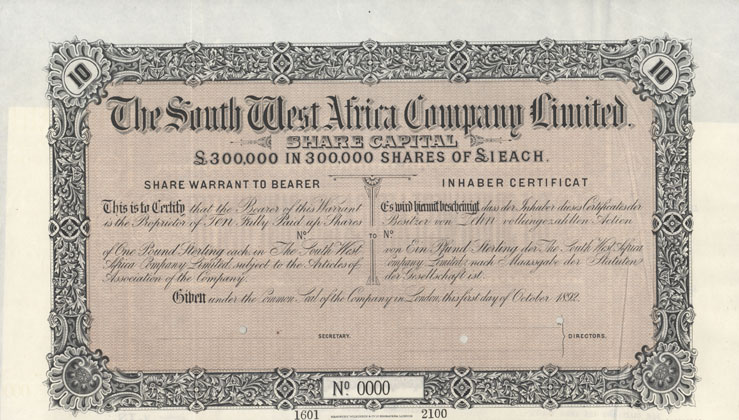
Aktienblankette der South West Africa Company Ltd. vom 1. Oktober 1892

Die Gesellschaft wurde zu einer Zeit ins Leben gerufen, als sich die Deutsche Kolonialgesellschaft für Südwestafrika in schwieriger finanzieller Lage befand. Da deutsche Kapitalisten wenig Entgegenkommen zeigten, wandte sich das Hamburger Syndikat, das sich des bedrängten deutschen „Schutzgebietes“ Deutsch-Südwestafrika wirtschaftlich annehmen wollte, auch nach Großbritannien, so dass die Gesellschaft, die über ein Grundkapital von 40 Millionen Mark verfügte, aus britischen und deutschen Gesellschaftern bestand. Satzungsgemäß mussten dem Direktorium mindestens 3 deutsche Mitglieder angehören; meist waren aber von 8–10 Direktoren 4–7 Deutsche. Ferner hatte sich die Gesellschaft durch Beschluss vom 2. März 1900 der Aufsicht des Reichskanzlers zu unterstellen. Die Südwestafrikanische Gesellschaft erwarb die sogenannte Damaraland-Konzession, die die deutsche Regierung am 3. August 1892 dem Kaufmann C. Wichmann und dem Rechtsanwalt Julius Scharlach unter der Voraussetzung bewilligte, dass innerhalb einer bestimmten Frist eine Gesellschaft zur Verwertung der erteilten Berechtigungen gegründet werde. Als Gegenleistung für zahlreiche ihr bewilligte Vorteile, deren wichtigste die unentgeltliche Landüberweisung von 13.000 km² Fläche und das Monopol der bergmännischen Ausbeutung des Damaralandes waren, verpflichtete sich die Gesellschaft unter anderem zum Bau einer von Swakopmund zu den Otaviminen führenden Eisenbahn (Otavibahn).
Durch mehrere Expeditionen ließ die Gesellschaft ihr Gebiet auf seinen wirtschaftlichen und bergmännischen Wert untersuchen und die Bahntrasse feststellen. Das Rinderpestjahr 1897 brachte insofern eine Änderung, als auf Grund neuer Abmachungen mit der Regierung die Gesellschaft gegen entsprechende Entschädigung auf das alleinige Recht des Bahnbaus im nördlichen Deutsch-Südwestafrika verzichtete. Dank ihrer reichen Mittel hat die Südwestafrikanische Gesellschaft nach und nach die Hand noch auf andere Unternehmungen im Schutzgebiet gelegt, so dass sie außer der Damaralandkonzession die Hälfte des Kapitals der Hanseatischen Land-, Minen- und Handelsgesellschaft für Deutsch-Südwestafrika, über vier Fünftel des Kapitals der Kaokoland- und Minengesellschaft, den größten Teil des Kapitals der Damara- und Namakwa-Handelsgesellschaft und eine bedeutende Kapitalbeteiligung (mit 8 Millionen Mark) an der Otavi Minen- und Eisenbahn-Gesellschaft (OMEG) besaß.
Die Südwestafrikanische Gesellschaft wurde Anfang der 1920er Jahre aufgelöst.

## Damaraland-Konzession
Der Text eines Schreibens vom 12. September 1892:
Damaraland-Konzession

(betreffend die Gewährung von Land-, Bergbau- und Eisenbahnberechtigungen in einem Teile von Damaraland an die South-Westafrica-Company-Limited in London.)

Nachdem die Herren Rechtsanwalt Dr. Scharlach und Kaufmann C. Wichmann in Hamburg, welchen unter dem 3. August 1892 Land-, Berg- bau- und Eisenbahnberechtigungen im Damaralande (Südwestafrika) unter dem Vorbehalte verliehen worden sind, dass innerhalb einer bestimmten Frist eine Gesellschaft zur Verwertung der erteilten Berechtigungen mit dem erforderten Kapital gegründet werde, den Nachweis erbracht haben, dass die Konzession an eine zur Verwertung der verliehenen Gerechtsame unter dem Namen „South-West-Africa-Company-Limited“ in London gegründete Gesellschaft mit dem eingezahlten Anfangskapital von 300 000 Mark übertragen worden ist:

wird die erteilte Konzession (Damaralandkonzession) hierdurch endgültig anerkannt und die Übertragung derselben an die South-West-Africa-Company-Limited genehmigt.

Eine Ausfertigung der Konzession liegt in deutscher und englischer Sprache dieser Urkunde bei. Der deutsche Text soll bei der Auslegung massgebend sein.

Berlin, den 12. September 1892.

Auswärtiges Amt. Kolonial-Abteilung.

Kayser
Durch diese Konzession erhielt die Gesellschaft zahlreiche Privilegien, darunter:
- Das Landprivileg, mit freier Verwendung einer Fläche innerhalb des Schutzgebietes von 13000 km².
- Die Bergwerksprivilegien, zur Ausbeutung der Bodenschätze in einem Gebiet von 75 000 km².
- Das Eisenbahnprivileg

Die Rechtsgültigkeit dieser Konzession wurde insbesondere von dem Juristen Hermann Hesse angezweifelt.